# Belaruskaje Radyjo Razyja
Belaruskaje Radyjo Racyja (kurz: Radyjo Razyja, polnisch: Białoruskie Radio Racja) ist ein polnischer Hörfunksender aus Białystok, der in belarussischer Sprache sendet.

## Geschichte
Pläne zur Einrichtung eines belarussischen Senders in Polen entstanden Mitte der 1990er-Jahre. Verwirklicht wurde das Projekt 1999. Am 3. November des Jahres begannen die Sendungen auf Mittelwelle, am 29. Dezember begann auch die Ausstrahlung über UKW.
Von 2002 bis 2006 fand wegen fehlender Finanzierung kein Sendebetrieb statt. Ein Teil der Mitarbeiter wanderte in dieser Zeit zu Eurapejskaje Radyjo dlja Belarussi ab. Heute wird Radyjo Razyja aus Mitteln der polnischen Regierung finanziert.

## Politische Rahmenbedingungen für den Sender in Belarus
Ähnlich wie Belsat, Radyjo Swaboda und andere ausländische Medien in belarussischer Sprache, sieht sich Radyjo Razyja als unabhängige Informationsquelle für Bewohner von Belarus und somit als Alternative zu den von der belarussischen Regierung unter Präsident Aljaksandr Lukaschenka gesteuerten und zensierten Medien.
Radyjo Racyja verfügt über Mitarbeiter in Belarus, die vor Ort recherchieren und Sendungen erstellen. Im Frühjahr 2008 wurde von verstärkten Repressionen gegen Mitarbeiter ausländischer Medien berichtet. So sollen zahlreiche Journalisten verhaftet worden sein, teilweise unter der Anschuldigung, sie hätten den Staatspräsidenten beleidigt.
Im Mai 2015 erhielt Radyjo Racyja eine Verwarnung durch das belarussische Informationsministerium aufgrund der angeblichen Verbreitung von Unwahrheiten. In Belarus ist es geltendes Recht, dass Medien nach zwei erteilten Verwarnungen geschlossen werden können: 2015 erhielten mehrere Medien entsprechende Verwarnungen. Radyjo Racyja arbeitet zwar aus dem Ausland, wodurch eine "Schließung" durch belarussische Behörden nicht möglich ist, dennoch könnte die belarussische Regierungen Maßnahmen gegenüber die für das Radio in Belarus tätigen Korrespondenten beschließen oder die Empfangbarkeit des Radios in Belarus einschränken.
Seit September 2021 ist der Zugang zur Website des Hörfunksender in Belarus gesperrt.
Im Oktober 2023 erkannte das belarussische Gericht den Radiosender Telegram und seine Facebook-Seite sowie deren Logos als extremistisch an. Im Januar 2024 der KGB hat das Radio als extremistische Gruppe eingestuft.

## Empfang
Im Raum Białystok sowie im unmittelbar angrenzenden belarussischen Gebiet um Hrodna sind die Sendungen 24 Stunden am Tag über die UKW-Frequenz 98,1 MHz zu empfangen. Ein tägliches halbstündiges Programm wird auch über die UKW-Frequenz 103,8 MHz des litauischen polnischsprachigen Senders Radio Znad Wilii in Vilnius ausgestrahlt und ist so in den dort unmittelbar angrenzenden belarussischen Gebieten zu hören. Darüber hinaus ist das Programm in Belarus inzwischen nur noch über das Internet zu verfolgen, nachdem die Ausstrahlungen auf Kurzwelle 2007 und auf Mittelwelle 2009 aus Kostengründen eingestellt wurden. Eine mobile App ist seit 2015 auch verfügbar.